# アン・ブリッグス
アン・ブリッグス（Anne Briggs、1944年9月29日 - ）は、イングランドのフォーク歌手。1960年代と1970年代初期にあちこちを旅し、イングランドとアイルランドのフォーククラブや会場に出演したが、商業的に成功を望んだり、彼女の音楽に対する幅広い認知を得ようとはしなかった。しかしながら、イングランドでのフォークソング復興運動で影響力を持つ人物となり、A.L.ロイド、バート・ヤンシュ、ジミー・ペイジ、ウォーターソンズ、ジューン・テイバー、サンディ・デニー、リチャード・トンプソン、マディ・プライヤーなどの曲や音楽のインスピレーションの源泉となった。

## 生い立ち
ブリッグスはノッティンガムシャー州ビーストンのトートンで1944年9月29日に生まれた。母親はブリッグスが若い時に結核で他界した。父親のアルバートは第二次世界大戦で重傷を負っていたため、ブリッグスは叔母ヒルダの妹のベリルと娘のベッティを育ててていたヒルダと叔父のビルに育てられた。1959年、ブリッグスは友人と共にエディンバラまでヒッチハイクした。2人は当時スコットランドのフォークソングの復興運動で傑出していたアーチ―・フィッシャーと夜を過ごし、フィッシャーを通して自分の歌を書き始めたばかりのバート・ヤンシュと出会った。ヤンシュとブリッグスはすぐに親交を深め、数年にわたってお互いに影響を及ぼし合った。
1962年、労働組合会議が決議42を可決したが、これはロンドンの外での文化活動を発展させる決議だった。この決議を実施するために劇作家のアーノルド・ウェスカーをリーダーとして、ユアン・マッコールとA.L.”バート”・ロイドが深く関与し、チャールズ・パーカーが制作を担当した。彼らはセンター42と名乗り、イギリス各地のツアーを企画し、各所で地元の才能を巻き込むことを望んでいた。
ノッティンガムでマッコールはブリッグスが「Let No Man Steal Your Thyme」と「シー・ムーブス・スルー・ザ・フェア」を歌っているのを聴き、その晩のステージで演奏するように招待した。ブリッグスはツアーの正式メンバーとなり、同年後半にエディンバラでライブ録音されたアルバムで上記の2曲を録音した。ブリッグスは18歳の誕生日の丁度4週間前に家を出ることを決断した。センター42はブリッグスに劇場や画廊と連絡を取る運営上の仕事を与えた。彼女はすぐに自分の音楽キャリアを追求するのに必要な連絡先を手に入れることができた。

## フォークソングのキャリアの始まり
ブリッグスは有名になったトルバドール（ロンドン）、スコッツ・フーズといったフォーククラブや、いくつものアイルランド音楽会場とを訪れた。この当時、そのような会場ではインストゥルメンタルのフォーク・ミュージックが重視されており、歌唱は曲の間の中休みとみなされていた。若きクリスティ・ムーアはブリッグスの歌を聴き、自分の音楽の中でジグを演奏するのではなく、歌うことを重視するように促された。
ブリッグスとヤンシュはヤング・トラディションが一時住んでいて、ジョン・レンボーンが住んでいたロンドンのソマリ・ロードの家に一緒に引っ越す前にアールズ・コートの不法占拠ビルで一緒に暮らしていた。ヤンシュとブリッグスはお互いに似ていたので兄と妹によく間違われた。ヤンシュの1966年のアルバム『自画像 (Jack Orion)』に収録された「Blackwaterside」をヤンシュに教えたのはブリッグスである。

## 最初の録音
ブリッグスは1963年にトピック・レコードからリリースされたテーマ・アルバム『The Iron Muse』に2曲を寄せたことからレコーディング・キャリアをスタートさせた。マッコールとバート・ロイドが曲で歌い、レイ・フィッシャーがブリッグスと共に短い時間出演した。EP盤の『The Hazards of Love』は、1963年に録音された。ジューン・テイバーとマディ・プライヤーの双方にとって初期のインスピレーションとなった。
およそこの頃、ブリッグスは暴力を振るうことが後に判明する「ゲイリー・ザ・アーチャー」と呼ばれるスコットランド人と関係を持っていた。ブリッグスはこの関係から偶然彼女とぶつかり、彼女をルイス・キレン、デイヴ・スウォーブリック、フランキー・アームストロングらとのレコーディング・プロジェクトに誘ったハミッシュ・ヘンダーソンによって救出された。この成果が『The Bird in The Bush』というアルバムである。

## ジョニー・モイニハン
イングランド・ツアーの最中、ザ・ダブリナーズがブリッグスと出会い、彼らがダブリンで知っていたフォークシンガーのジョニー・モイニハンの音楽パートナーに彼女がぴったりだと考えた。1965年に彼らはブリッグスをアイルランドに連れて行き、彼女はそれからの4年間の夏をそこで過ごし、馬車で旅をし、パブでのセッションで歌った。冬の間はイングランドのフォーククラブでツアーを行い、お金を稼いでいた。アイルランドでの日々は彼女にソロで歌われるシャンノウス（アイルランド語で「古式」、伴奏なしの伝統的なアイルランドの歌）を紹介し、これがすでに取り入れていた伝統的なイングランドの音楽の要素と混ざり合ったときに彼女のその後の歌唱スタイルに影響を与えた。
この頃のブリッグスは悪名高い暴れん坊だった。この時期の彼女については、モイニハンとアンディ・アーヴァインを納屋の屋根裏から押し出したり、別の時にはドニゴール県のマリン・ヘッドで海に飛び込んでアザラシを追いかけるなど、いくつもの話がある。『フォーク・ブリタニア』（2006年に放送された英国のフォークの歴史についてのドキュメンタリー番組）のエピソードで、リチャード・トンプソンはブリッグスとは2回しか会ったことがなかったが、どちらの時も彼女はぐでんぐでんだったと回想した。
ブリッグスの予定への出席が非常に不安定だったので、1963年半ばから1965年初頭にかけて彼女が登場したのは5回だけだったと言われている。
1966年、モイニハンとアーヴァインはスウィーニーズ・メンを結成し、ブリッグスもツアーに参加して当時のイギリスやアイルランドでは珍しかった楽器、ブズーキの演奏を学んだ。ブリッグスは1971年の自身のアルバムにブズーキの演奏とともに収録した「Living by the Water」を作った。

## 消極的なスター
フォーク・ロックの興行主、ジョー・ラスティグは1968年にペンタングルと契約し、数年後にブリッグスとも契約した。ブリッグスは1971年にロイヤル・フェスティバル・ホールでフォーク・ロックのグループ、COB（Clive's Origina band）と共に演奏した。
同年、ブリッグスはアルバム『アン・ブリッグス』を録音し、これはトピック・レコードからリリースされた。主に伴奏なしのトラディショナル曲を歌うブリッグスからなっていたが、1曲でモイニハンがブズーキを弾いていた。同年の後半、セカンド・アルバム『森の妖精』がCBSからリリースされたが、ここではブリッグスが自作曲をアコースティックギターの伴奏で歌っていた。このアルバムにはスウィーニーズ・メンによって録音されていたモイニハンの曲「Standing on the Shore」も収録されている。BBC はブリッグスが少し出演している1966年のウォーターソンズの映画『Travelling for Living』を放映した。ラル・ウォーターソンがボーカリストとしてアルバムに参加した。『森の妖精』の売り上げは芳しくなく、CBSのカタログから脱落した。アルバムは1996年に再発売された。
1973年の初頭にブリッグスは3枚目のソロ・アルバム『シング・ア・ソング・フォー・ユー』をスティーヴ・アシュリー率いるフォーク・ロック・バンド、ラッグド・ロビンのサポート演奏を受けてレコーディングした。ブリッグスは2人目の子供を妊娠しており、最終的に家族と共にスコットランド北部に引っ越すつもりだった。これはブリッグスの最後のスタジオ録音になるところだった。このアルバムが発売される時には、彼女はヘブリディーズ諸島に住んでいた。フレッジリング・レコード(Fledg'ling Records)が1996年にアルバムを再発売した。
バート・ロイドが1990年に死んだとき、ブリッグスはメモリアル・コンサートで歌うよう説得を受けた。イギリスのフォークソング界の輝かしいメンバーからなだめられたにもかかわらず、彼女はスタジオに戻ることを拒否した。1993年、ブリッグスはバート・ヤンシュについてのドキュメンタリー番組に出演し、番組の中でヤンシュとのデュエットで「Go Your Way, My Love」を歌った。この時の録音は後に1993年のデーモン・レコードのサウンドトラック盤『Acoustic Routes』で再現された。
近年、彼女の音源はレコード・ストア・デイのレコード盤として再リリースされている。

## 影響
ヤンシュはブリッグスを「最も過小評価されている歌手の一人」と説明した。ヤンシュは1967年のアルバム『ニコラ』にブリッグスと共作した「Go Your Way, My Love」を収録し、1969年のアルバム『バースデイ・ブルース』にもブリッグスとの共作「Wishing Well」を収録した。ブリッグスはまた、ヤンシュが録音した「Blackwaterside」を含むトラディショナル曲の源でもあった。ヤンシュのこの曲への楽器伴奏は後にレッド・ツェッペリンのジミー・ペイジにコピーされて改作され、ペイジによって「Black Mountain Side」として録音され、ペイジ自身が作曲者としてクレジットされた。
ヤンシュとジョン・レンボーンは、1966年のデュオ・アルバム『華麗なる出会い』でブリッグス作の「The Time Has Come」を取り上げ、両名はペンタングル結成後にも、この曲を他のメンバーと共にライブで演奏しており、1968年6月29日の演奏はアルバム『スウィート・チャイルド』に収録された。ブリッグス自身が録音しなかった「Mosaic Patterns」はブルース・シンガーのドリス・ヘンダーソンによってレコーディングされた。サンディ・デニーはブリッグスを偲んで、1970年のアルバム『フォザリンゲイ』に「ザ・ポンド・アンド・ザ・ストリーム」を書いた。
ブリッグスによる「Willie O Winsbury」のメロディ・ラインは、1969年のアルバム『リージ・アンド・リーフ』収録の「フェアウェル・フェアウェル」で使用された。
ブリッグスはイライザ・カーシー、ケイト・ラズビーおよびアルタンのリードシンガー、マレード・ニ・ウィニーにお気に入りとして言及されている。シャーロット・グレイグとスコットランドのバンド、ジェームズ・ヨークストン・アンド・ジ・アスリーツは、ブリッグスが彼らに影響を与えたと述べている。カレント93のデヴィッド・チベットも最近のインタビューでブリッグスに言及した。
ブリッグスはリチャード・トンプソンの「Beesweing」や、サンディ・デニーの「ザ・ポンド・アンド・ザ・ストリーム」など、いくつかの曲に影響を与えた。
2009年のザ・ディセンバリスツのアルバム『The Hazards of Love』は、ブリッグスの同名のアルバムに触発された。
2009年にトピック・レコードは彼らの70周年ボックスセット『Three Score and Ten』のディスク2の4曲目としてアルバム『アン・ブリッグス』から「Blackwater Side」を収録した。
テレビ番組『Alias Grace』ではブリッグス版の「Let No Man Steal Your Thyme」が主題曲として使用された。

## ディスコグラフィ

### スタジオ・アルバム
- 『アン・ブリッグス』 - Anne Briggs (1971年)
- 『森の妖精』 - The Time Has Come (1971年) ※旧邦題『ザ・タイム・ハズ・カム』
- 『シング・ア・ソング・フォー・ユー』 - Sing a Song for You (1997年) ※1973年録音

### EP
- The Hazards of Love (1964年)

### コンピレーション・アルバム
- 『ザ・コンプリート・トピック・レコーディングス』 - Classic Anne Briggs (1990年)
- 『ブラックウォーター・サイド』 - Blackwater Side (1990年)
- 『コレクション』 - A Collection (1999年、Topic)
- 『イントロダクション・トゥ・アン・ブリッグス』 - An Introduction To Anne Briggs (2018年)

### 参加オムニバス・アルバム
- The Iron Muse (1963年) ※with バート・ロイド、イーワン・マッコール
- The Bird in the Bush (Traditional Erotic Songs) (1966年、Topic) ※with バート・ロイド、フランキー・アームストロング
- "Acoustic Routes" (1993年) ※TVドキュメント・サウンドトラック

## 参考資料
- Ken Hunt, 'Anne Briggs' Swing 51 issue 13/14, 8-16, 1989
- Colin Harper, Dazzling Stranger, 2001, ASIN: B007E6PMOM